# Jan Machnicki
Jan Machnicki właśc. Machnik (ur. ok. 1780 w Białobrzegach, zm. 1841 w Krośnie) – polski poeta, bohater powieści gotyckiej Seweryna Goszczyńskiego, Król zamczyska z 1842.

## Życiorys
Pochodził z rodziny Machników, zamieszkującej Białobrzegi koło Krosna. Kształcił się w pojezuickiej szkole w Krośnie, gdzie uczył się poetyki i układania rymów. Następnie pracował w komisji rachunkowej w Dukli, a także jako urzędnik miejski w Krośnie. Po upadku Napoleona, z którym wiązał nadzieję na odzyskanie przez Polskę niepodległości, przeżył całkowite załamanie nerwowe, a następnie został zwolniony z pracy. Osiadł w pozostałościach zamku w Odrzykoniu, gdzie postrzegany był odtąd, jako romantyczny strażnik ruin. W lecie zamieszkiwał w jego murach, a zimą w okolicznych dworach szlacheckich i chatach. Uznawany był za jedną z najbardziej ekscentrycznych postaci ówczesnego Krosna i okolic. Na tle kosmopolityzmu okolicznej szlachty charakteryzował się głębokim zaangażowaniem patriotycznym. Obdarzony wrażliwością i wyobraźnią, stał się archetypem bohatera powieści Król zamczyska, Seweryna Goszczyńskiego. Zmarł w Krośnie w 1841 roku i najprawdopodobniej pochowany został na miejscowym starym cmentarzu.

## Twórczość
Jan Machnicki pozostawił po sobie tylko kilka fraszek, zanotowanych przez Ludwika Jabłonowskiego i Seweryna Goszczyńskiego. Większość jego spuścizny, była przechowywana w archiwum oo. Franciszkanów w Krośnie, ale nie zachowała się do czasów współczesnych.